# علی‌نظرلی
علی‌نظرلی (به ترکی آذربایجانی: Əlinəzərli) یک منطقهٔ مسکونی در جمهوری آذربایجان است که در شهرستان بیلقان واقع شده‌است. علی‌نظرلی ۱٬۵۸۸ نفر جمعیت دارد.